# 청소율 (약리학)
약리학에서 청소율(clearance, {\displaystyle Cl_{tot}}) 또는 제거율은 약물 제거의 효율성을 나타내는 약동학적 매개변수이다. 이는 물질의 제거 속도를 농도로 나눈 값이다.
신체의 물질은 신장, 간, 폐 등 다양한 장기를 통해 제거될 수 있다. 따라서 총 신체 청소율은 각 장기에 의한 물질의 청소율의 합과 같다(예: 신장 청소율 + 간 청소율 + 폐 청소율 = 총 신체 청소율). 그러나 많은 약물의 경우 청소율은 신장 배설의 함수일 뿐이다. 이러한 경우 청소율은 신장 청소율(renal clearance) 또는 신장 혈장 청소율(renal plasma clearance)과 거의 동의어이다.

## 미분 방정식의 해
Solution to the differential equation

### 정상 상태 해
Steady-state solution

## 신장 청소율 측정
신장 청소율은 소변을 적시에 수집하고 다음 방정식(10b)의 유도에서 직접 따름)을 사용하여 구성을 분석하여 측정할 수 있다.

| {\displaystyle K={\frac {C_{U}\cdot Q}{C_{B}}}} | \| \| \| \| \| \| \| \| | (11) |
|                                                 |                         |      |
|                                                 |                         |      |
여기서:
K는 클리어런스[mL/분]이다.
CU는 소변 농도[mmol/L](미국에서는 종종 [mg/mL])이다.
Q는 소변 흐름(용량/시간)[mL/분](미국에서는 종종 [mL/24시간])이다.
CB는 혈장 농도[mmol/L](미국에서는 종종 [mg/mL])이다.
물질 "C"가 여과에 의해서만 배출되는 내인성 화학 물질인 크레아티닌인 경우 청소율은 사구체 여과율의 근사치이다. 이눌린 청소율은 사구체 여과율을 정확하게 결정하는 데 덜 일반적으로 사용된다.
참고 - 위의 방정식(11)은 정상 상태 조건(steady-state condition)에서만 유효하다. 청소되는 물질이 일정한 혈장 농도(즉, 정상 상태가 아님)에 있지 않으면 K는 미분 방정식(9)의 (전체) 해답에서 얻어야 한다.

## 같이 보기
- 청소율
- 사구체 여과율
- 힘줄끈
- 신장 청소율